# Pseuderannis obliquaria
Pseuderannis obliquaria là một loài bướm đêm trong họ Geometridae.